# Alex Greenwood
Alex Greenwood (født 7. september 1993) er en kvindelig engelsk fodboldspiller, der spiller forsvars for Manchester City og Englands kvindefodboldlandshold.
Hun har tidligere spillet for Olympique Lyonnais i franske Division 1 Féminine, og for de engelske klubber Liverpool, Notts County og Everton hvor hun begyndte hendes karriere. Greenwood har optrådt for det engelske A-landshold siden 2014 og blev kåret som FA Women's Young Player of the Year i 2012.